# Kersten Guderian
Kersten Guderian ist eine ehemalige deutsche Fußballspielerin.

## Karriere
Guderian spielte zunächst von 1986 bis 1990 für die BSG Rotation Schlema, bevor sie mit ihren Mitspielerinnen zur Saison 1990/91 geschlossen zum FC Wismut Aue wechselte. Mit der Mannschaft gewann sie am 9. Juni 1991 in Hettstedt mit einem 2:1-Sieg über den SSV Turbine Potsdam den NOFV-Pokal und erreichte in der Oberliga Nordost den zweiten Platz hinter der HSG Universität Jena, der die Qualifikation zur Bundesliga-Saison 1991/92 nach sich zog. In der seinerzeit zweigleisigen Bundesliga kam sie in der Staffel Süd – und Abstieg bedingt – in der Saison 1992/93 in der seinerzeit zweitklassigen Regionalliga Nordost zum Einsatz. Mit der 1993 einhergehenden Namensänderung des Vereins spielte sie fortan und bis zum Saisonende 2000/01 für den FC Erzgebirge Aue in dieser Spielklasse. Während des gesamten Zeitraums war Dietmar Männel ihr Trainer.

## Erfolge
- DDR-Meister 1987, 1988
- NOFV-Pokal-Sieger 1987, 1989, 1991

## Sonstiges
Gegenwärtig trainiert die Lehrerin für Geografie und Sport die Fußballmädchen in Aue.